# Solidus Snake
Solidus Snake (ソリダス・スネーク, Soridasu Sunēku) es el principal antagonista de la segunda entrega de la saga Metal Gear Solid, Sons of Liberty. Es uno de los clones de Big Boss y hermano de Solid Snake y Liquid Snake, los tres siendo parte del proyecto Les Enfants Terribles. Dentro del universo de Metal Gear, corresponde como el 43° presidente de los Estados Unidos. Pese a tener solo 37 años, su aspecto es el de un hombre mucho mayor debido al crecimiento acelerado incluido de forma deliberada en su codigo genético. 

## Les Enfants Terribles
Solidus nació en el año 1972, al igual que sus hermanos Solid Snake y Liquid Snake, siendo el tercer y último hermano. Al igual que con Liquid, Solidus conoció la existencia de Los Patriots y del proyecto de su nacimiento al poco tiempo de nacer, a diferencia de Solid Snake.
En los años 80, participó en la Primera guerra civil de Liberia, donde entrenaba a niños para ser usados como armas de guerra. De entre estos niños, se encontraba Jack, el protagonista de Metal Gear Solid 2: Sons of Liberty y Metal Gear Rising. Posterior a la guerra, Jack fue escondido por Los Patriots sin que Solidus supiera de su paradero.

## Metal Gear Solid
En el año 2000, Solidus fue elegido como presidente de Estados Unidos bajo el nombre de George Sears. Sin embargo, en 2005, Los Patriots lo destituyeron por otro presidente tras los acontecimientos de Metal Gear Solid y el incidente de Shadows Moses.
Su destitución fue debida a la revelación de los Metal Gear al público, y tras intentar robar el modelo Metal Gear REX de Shadows Moses con la ayuda de Revolver Ocelot. Tras fracasar el intento de robo y su destitución, Solidus pasó al anonimato y a trabajar con Ocelot y con un grupo terrorista llamado Dead Cell para destruir a Los Patriots y conseguir otros modelos de Metal Gear.

## Metal Gear Solid 2: Sons of Liberty
En 2007, Solidus envió a Ocelot a robar un nuevo modelo de Metal Gear, llamado Metal Gear RAY, que estaba siendo transportado por el ejército. De forma exitosa, Ocelot logró robar el Metal Gear y tenerlo bajo su poder.
En 2009, durante los acontecimientos principales del videojuego, descubrió la existencia de otro modelo gigante de Metal Gear, llamado Arsenal Gear, que se encontraba debajo de una planta de purificación de agua llamada Big Shell y que además de ser una fortaleza gigantesca que albergaba en su interior 20 Metal Gear RAY, era una herramienta de los Patriots, una sociedad secreta que controla EEUU y su esfera de influencia para manipular la información que aparece en los medios, creando narrativas y moldeando la voluntad de la gente. Junto al grupo terrorista, se hizo con el control de la planta y llamó a su grupo como los Sons of Liberty. Al final del juego, se revela que el ataque terrorista fue un plan de los Patriots cuidadosamente creado al detalle, y que todo lo que el protagonista, Raiden, hace en su misión estaba previsto por los Patriots. Sin embargo, Solidus traiciona a los Patriots, quienes lo habían destituido de su cargo como presidente tras los sucesos de Metal Gear Solid.
Su plan se basaba en usar el nuevo modelo de Metal Gear para descubrir los nombres de los miembros de Los Patriots y posteriormente matarlos.
Sin embargo, debido a la intervención de Solid Snake, Raiden y Otacon, Solidus fue incapaz de obtener la lista de miembros de los Patriots. Pese a este inconveniente, Solidus ideó un nuevo plan que consistía en paralizar la tecnología a nivel mundial, destruyendo así la economía de Wall Street y hacer que el poder e influencia de Los Patriots desapareciera. Pese a que el plan en un inicio funciona, la revelación de Ocelot como un hombre de Los Patriots deja en jaque a Solidus. Ocelot roba el Metal Gear RAY y escapa del lugar. En un intento desesperado, Solidus estrella el Arsenal Gear contra Nueva York, intentando destruir a Los Patriots de esta forma. Siendo un intento inútil, su única opción reside en matar a Raiden, quien poseía unas nanomáquinas en la cabeza con información. Tras una larga batalla, Solidus acaba perdiendo y muriendo delante de la estatua de George Washington en el Federal Hall.